# Gustaf Meyer
Gustaf Samuel Meyer, född 17 maj 1848 i Åmål, död 18 maj 1935 i Stockholm, var en svensk lärare och författare.
Gustaf Meyer var son till handlaren Johan August Meyer. Efter mogenhetsexamen i Örebro 1867 studerade han vid Uppsala universitet, där han 1873 blev filosofie kandidat och 1875 filosofie doktor på en avhandling om Ludwig Uhland. 1875–1879 var han extraordinarie amanuens i Riksarkivet och samtidigt lärare vid olika skolor, 1879–1889 extralärare vid Ladugårdslands läroverk och 1889–1914 läroverksadjunkt i Falun. 1914 pensionerades han och flyttade till Stockholm. Meyer deltog under sin uppsalatid livligt i studentlivet, bland annat som uppburen spexare, och författade själv spexet Klosterrofvet, som uppfördes första gången 1870. Även i sällskapet SHT tillhörde han de tongivande. Meyer utgav fyra årgångar Literärt Album (1877–1882) där bland annat Viktor Rydberg och Carl Snoilsky offentliggjorde flera av sina mest kända dikter, samt var redaktör för en årgång Album för literatur och konst (1890) och tillsammans med Viktor Balck redaktör för Tidning för idrott 1881–1884. Han utgav därutöver en samling Dikter (1881) och ett av uppsluppen studenthumor präglat memoarverk, Studentliv i Uppsala för sextio år sedan (1930), samt översatte arbeten av Paul Heyse och Adolphe Belot. I Dikter gjorde han även ett trettiotal översättningar av Uhlands ballader.